# Syndrome de l'X fragile
 (février 2024).
 (février 2024).
Si vous disposez d'ouvrages ou d'articles de référence ou si vous connaissez des sites web de qualité traitant du thème abordé ici, merci de compléter l'article en donnant les références utiles à sa vérifiabilité et en les liant à la section « Notes et références ».
 (février 2024).
Pour les articles homonymes, voir FXS.
 Mise en garde médicale
Le syndrome de l’X fragile (également appelé syndrome de Martin et Bell ou syndrome d'Escalante ; en anglais, fragile X syndrome ou FXS) est une maladie génétique provoquée, dans la très grande majorité des cas, par la répétition supérieure à 200 tri-nucléotide Cytosine-Guanine-Guanine dans la région 5' non codante du gène FMR1. Cette mutation est parfois appelée une mutation complète. Cette mutation complète est responsable d'un déficit intellectuel, des troubles du comportement ainsi que des anomalies physiques. C'est la première cause de retard cognitif monogénique. Il peut donner des caractéristiques physiques comme un visage allongé, des oreilles larges et décollées, de gros testicules (macro-orchidie). Il entraîne des difficultés intellectuelles très variables avec un retard cognitif moyen à sévère. On retrouve des caractéristiques comportementales proches de l'autisme avec des mouvements stéréotypés et une anxiété sociale. Les filles atteintes par cette maladie sont diversement affectées, avec généralement un retard cognitif moyen. Dans de très rares cas, le syndrome est causé par une mutation ponctuelle ou une délétion du gène FMR1.
Une répétition de ce triplet entre 50 et 200 est appelée une pré-mutation. Cette pré-mutation est beaucoup plus fréquente que la mutation complète puisqu'elle est présente dans 0,5% (soit 1 sur 200) des femmes et 0,25% des hommes (soit 1 sur 400) dans la population générale . La pré-mutation est responsable   de plusieurs tableaux cliniques comme le syndrome tremblement-ataxie lié à une prémutation de l'X fragile , la ménopause précoce lié à une prémutation de l'X fragile .
Il n'y a pas de traitement spécifique pour le syndrôme de l'X fragile. Des traitements symptomatiques des troubles du comportement (hyperactivité, anxiété, agressivité) peuvent être prescrits. Les soins de support peuvent comporter des thérapies sur le langage, des thérapies occupationnelles, un programme éducationnel et comportemental individualisé.

## Cause
Le syndrome de l’X fragile est causé par l'expansion de la répétition du tri-nucléotide CGG situé en amont du gène FMR1 ((en) Fragile X mental retardation 1) et en aval de son promoteur sur le chromosome X.
Le diagnostic peut être réalisé par plusieurs méthodes,. Le Southern Blot constitue la méthode traditionnelle mais de moins en moins utilisée car imprécise, le test par PCR est probablement la méthode la plus répandue et le séquençage,.

### Chromosome atteint
Il existe une pré-mutation puis une mutation sur le chromosome X. Ce chromosome est retrouvé en un exemplaire dans chaque cellule chez les hommes. Il est retrouvé en deux exemplaires chez les femmes. Tous les garçons porteurs de la mutation exprimeront la maladie. Seule la moitié des filles porteuses de la mutation complète exprimeront la maladie ; l’autre moitié aura une fonction cognitive dite « normale ». Le nom de la maladie vient de l'observation en 1969 par Herbert Lubs , sur le caryotype conventionnelle d'un garçon atteint d'en retard mental, d'une cassure de l'extrémité du chromosome X chez les personnes atteintes de la mutation complète sans en connaitre la raison. En 1970, Frédérick Hecht a introduit le terme de site fragile. La découverte de l'origine de cette cassure ne fut faite qu'en 1991 .

### Mode de transmission
La maladie a une transmission dite dominante liée à l'X mais elle est qualifiée de transmission non mendélienne. car une mutation complète s’exprime chez tous les garçons alors que que chez les filles elle pourra ne pas s'exprimer du tout. Tous les garçons porteurs de cette maladie ont forcément une mère porteuse de la mutation.
Les femmes porteuses d’une prémutation et transmettant cette prémutation entraînent un risque accru de mutation chez les descendants, jusqu'à 99 % des cas lorsque le nombre de répétitions CGG est supérieur à 100.
Les hommes porteurs d’une prémutation et transmettant cette prémutation n’entraînent pas de risque accru de mutation chez les descendants, donc il n’y a pas de risque de la maladie chez les descendants d’un homme porteur de la prémutation.

### Gène atteint
Mutation du gène FMR 1 (Fragility Mental Retardation 1) sur le locus q27.3 du chromosome X. Ceci empêche la synthèse de la FMRP (fragile X mental retardation protein), protéine qui est nécessaire pour un développement neuronal normal (connexion synaptique).

### Mécanisme de mutation du gène atteint
La mutation consiste en une répétition anormale de la séquence CGG (Cytosine-Guanine-Guanine). Les individus normaux ont la séquence CGG répétée moins de 40 fois. En fonction de la longueur de la répétition des triplets de CGG, un allèle peut être considéré comme normal, en prémutation (risque de troubles associés à l'X fragile) ou mutation complète (souvent affectés par le syndrome).
Les individus atteints du syndrome de l’X fragile ont cette séquence répétée plus de 200 fois et jusqu’à des milliers de fois, on parle de « mutation complète », entraînant un mauvais fonctionnement de gène responsable de la maladie.
On trouve généralement une hyperméthylation de l'ADN qui rend silencieux le gène FMR1 voisin.

## Mutation complète

### Signes

#### Troubles auditifs
Troubles auditifs en particulier l'hyperacousie dont une étude sur les mécanismes liées au syndrome viennent d'être publié en 2014. L'hyperacousie affecte la plupart des personnes atteintes.

#### Porteurs de la mutation

##### Hommes

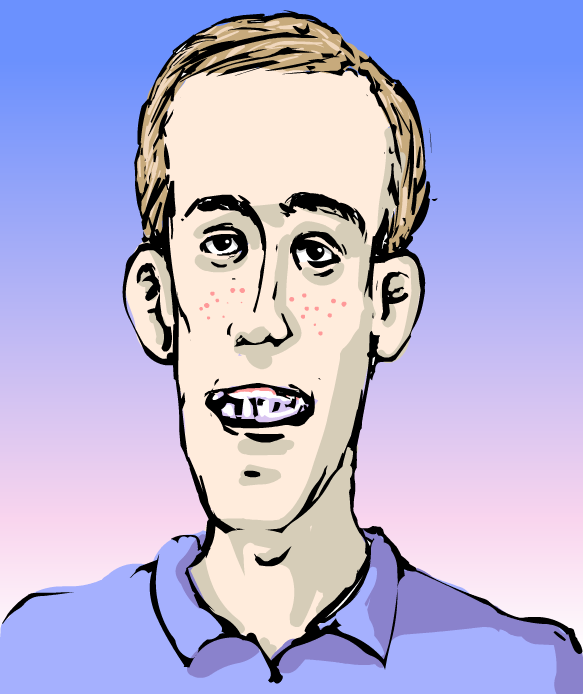
Symptômes physiques typiques du syndrome de l'X fragile : visage allongé, front proéminent, menton prognathe, grandes oreilles.

Tous les garçons porteurs de la mutation exprimeront la maladie. La maladie a une transmission dite dominante liée à l'X.
Le diagnostic est évoqué devant la triade syndromique :
- dysmorphie : visage allongé, oreilles décollées, macro-orchidie ;
- syndrome hyperkinétique, hyperactivité ;
- syndrome autistique.

- Retard au développement neurologique

1. Se tient assis à 10 mois
2. Marche à 20 mois
3. Premier mot à 20 mois

- Avant la puberté

1. Retard du développement surtout de la parole, parole désorganisée.
2. Comportement anormal : autisme, hyperactivité, mouvements stéréotypiques (battements de mains), troubles du développement social (timidité, défense tactile, contact oculaire limité), troubles de l'apprentissage des visages, agressivité, morsures de mains, désinhibition, absence de méchanceté.
3. Retard cognitif QI très variable.
4. troubles de la mémoire immédiate et de travail, les fonctions exécutives, les capacités visuo-spatiales et mathématiques.
5. Grand visage avec de grandes oreilles ou décollées et un front proéminent.
6. Anxiété et troubles de l'humeur possibles.
7. Bonne empathie émotionnelle.
8. Retard modéré de la marche qui passe souvent inaperçu.

- Après la puberté

1. Testicules de taille anormalement élevée (macro-orchidie).
2. Strabisme.
3. Hyperlaxité des membres, hypotonie musculaire, pied plat[12],[13].
4. Scoliose fréquente.
5. Perte de la mémoire de travail verbale après 40 ans.

- Divers

1. Peau douce.
2. Otites moyennes à répétition et sinusites surtout durant le début de l'enfance.
3. Association incertaine avec des prolapsus de la valve mitrale[14].

Cependant, cette pathologie n’entraîne pas de malformation d'organes et les enfants affectés par cette pathologie ont une croissance normale.[réf. nécessaire]

##### Femmes
Seule la moitié des filles porteuses de la mutation complète exprimeront la maladie ; l’autre moitié aura une capacité intellectuelle dans la moyenne. La liste de signes est identique à celle des hommes ci-dessus.

## Diagnostic
Le diagnostic se fait, en 2025, par la PCR qui permet de repérer une mutation complète ou une pré-mutation. Cette méthode permet aussi de compter le nombre de répétition du triplet. Le Southern Blot n'est plus utilisé que pour rechercher la méthylation .

### Conseil génétique
Un homme atteint d'une pré-mutation transmettra cette pré-mutation à ses filles mais le nombre de mutation restera inchangée donc il n'y a pas d'aggravation de la pathologie. Un homme atteint d'une pré mutation ne peut pas donner naissance à une fille atteinte d' X fragile. Au contraire , une femme porteuse d'une pré-mutation a 50 % de risque de voir une augmentation du nombre de répétition pouvant aboutir à la naissance d'un enfant porteur d'une mutation complète .

### Anténatal
Il n’existe aucun signe échographique suggérant l’existence d’un fœtus porteur d’un syndrome de l’X fragile.
Dans les familles à haut risque, le diagnostic prénatal est possible par la technique de PCR (Polymerase Chain Reaction) ou d’autres méthodes comme le Southern blot effectué par prélèvement de trophoblaste ou amniocentèse.
Certaines techniques ne permettent pas de faire le diagnostic de la prémutation.
Attention, le caryotype standard effectué pour le diagnostic de trisomie 21 ne permet pas de faire le diagnostic de syndrome de l’X fragile : le caryotype permet la mise en évidence d'anomalie chromosomique d'une résolution supérieure à 5 millions de bases, résolution inadaptée pour une maladie à expansion de triplet.
Le diagnostic préimplantatoire est possible. Il s'agit du même concept que la FIV avec une recherche en biologie moléculaire des cellules embryonnaires. Le diagnostic préimplantatoire de l'X fragile se fait par recherche de marqueurs génétiques.

### Post-natal
(janvier 2024).
La recherche d’un syndrome de l’X fragile devrait être menée chez tous enfants présentant un retard cognitif ou : 
- un syndrome autistique[17],
- un retard psychomoteur (en particulier un retard de langage),
- des troubles du neurodéveloppement complexes[18].

Le diagnostic n'est généralement pas établi avant l'âge de trois ans.

### Diagnostic différentiel
- Autres déficits intellectuels liés à l'X :

1. Syndrome FRAXE
2. Syndrome FRAXF
3. Syndrome de l'X fragile type 1
4. Syndrome de l'X fragile type 2'
5. Syndrome de l'X fragile type 3
6. Tremblement intentionnel / ataxie cérébelleuse X fragile

- le syndrome de Sotos ;
- les syndromes de microdélétion (vélo-cardio-facial par exemple) ;
- le syndrome d'alcoolisme fœtal (voir ces termes) ;
- l'autisme idiopathique.

## Pré-mutation

### Syndrome tremblement-ataxie
Le syndrome tremblement-ataxie lié à l'X fragile souvent nommé FXTAS est se manifeste sous la forme d'un tremblement intentionnel et d'une ataxie cérébelleuse  à la marche. Ces manifestation s 'accompagne d'un déficit cognitif et de manifestations psychiatriques .
Ce syndrome apparait surtout après 60 ans et sa fréquence d'apparition chez les personnes porteuses d'une pré mutation augmente avec l'âge . Les hommes porteur d'une pré-mutation sont plus de FXTAS que les femmes.

### Ménopause précoce
19 à 26 % des patientes porteuses d’une prémutation du gène FMR1 sont affectées par une Insuffisance ovarienne prématurée (taux de FSH élevé à moins de 40 ans et troubles des cycles menstruels) ou une ménopause prématurée. La connaissance de cette prémutation avant l'apparition de l'insuffisance ovarienne permet de s'orienter vers la cryoconservation d'ovocytes en cas de souhait de grossesse, ou de dons d'ovocytes, sachant que la fertilité spontanée en cas d'IOP n'est que de 3 à 10%. Cela pose un réel problème car les couples ayant des difficultés à avoir des enfants de manière naturelle sont en premier lieu orientés vers une stimulation ovarienne afin de stimuler la production d'ovules par la femme[réf. nécessaire]. Pour les femmes souffrant d'insuffisance ovarienne précoce, le traitement hormonal est totalement inefficace (il n'accroît pas les probabilités de grossesse) et conduit à une perte de temps (souvent plusieurs années de traitement), des coûts et des effets psychologiques qui sont difficilement mesurables.
Dans ces conditions, il est discuté[réf. souhaitée] la mise en place d’un dépistage de l’X fragile chez les femmes se présentant dans un centre de reproduction assistée, et ce avant tout traitement hormonal. Cela permettrait de réassigner les patientes atteintes directement vers le don d’ovocyte. Ce type de dépistage est peu proposé, mais des centres le mettent en place pour leur patientes afin de démontrer son utilité clinique et les bénéfices cliniques apportés[réf. souhaitée].

## Épidémiologie
- 2e cause de retard cognitif d'origine génétique
- 1re cause de retard cognitif d'origine génétique chez le garçon
- C'est la cause la plus fréquente d'autisme secondaire à une anomalie d'un seul gène.
- Cette maladie atteint un garçon sur 5 000 et une fille sur 9 000[10].
- On retrouve l'anomalie génétique chez 10 000 personnes en France[10].
- Des études récentes montrent que la prévalence de la pré-mutation est de 1/260 chez les femmes.
- Cette maladie concerne 12 000 personnes en France[réf. nécessaire].
- Environ 6 % des enfants avec troubles de l'apprentissage, testés en institutions sont porteurs de ce syndrome[17].

## Traitement
Il n'existe pas de traitement curatif.
Une prise en charge médico-sociale doit être proposée :
- aménagement du lieu scolaire ;
- thérapies sur le langage ;
- physiothérapie et kinésithérapie ;
- programme éducationnel et comportemental individualisé.

### Médicamenteux
Il n'existe pas de traitement médicamenteux recommandé,.

## Recherches
(février 2024).
- Des molécules agonistes des récepteurs AMPA sont à l'essai.
- D'autres essais sont attendus avec des molécules antagonistes des récepteurs glutamatergiques.

La compréhension des mécanismes moléculaires de la maladie dans le syndrome de l'X fragile a mené au développement de thérapies qui ciblent les anomalies moléculaires. Des essais menés sur des modèles de souris montrent que les antagonistes du mGluR5 peuvent empêcher les anomalies des épines dendritiques et diminuer les crises épileptiques. Ils pourraient diminuer les problèmes cognitifs et comportementaux,,. Deux nouvelles molécules, le mavoglurant et le dipraglurant, ainsi que le fenobam qui serait réévalué, sont en cours de développement dans des essais cliniques pour le traitement de l'X fragile,. Il existe aussi des débuts de preuve pour l'efficacité pour agoniste des récepteurs GAGAB, l'arbaclofène pour diminuer le retrait social chez les individus qui ont un syndrome de l'X fragile et un trouble du spectre autistique,.
Par ailleurs, il existe des arguments pour que la minocycline, un antibiotique utilisé dans le traitement de l’acné, empêche les anomalies des dendrites. Ces essais proviennent de modèles de souris. Un essai ouvert chez les humains a montré des résultats intéressants ; il n'y a pas de preuve d'efficacité en l'absence d'essai contrôlé. Un essai clinique de phase II est en projet chez l'homme en 2015, concernant la molécule BMS-204352, qui agirait sur la fonction du canal BKCa.

## Histoire
En 1943, James Purdon Martin (en) et Julia Bell décrivirent un arbre généalogique de retard cognitif lié à l'X. Ils ne mentionnaient pas le macroorchidisme. En 1969, Herbert Lubs a décrit pour la première fois un chromosome X inhabituel associé au retard cognitif. En 1970, Frédérick Hecht a introduit le terme de site fragile.